# Élisabeth Thible
Élisabeth Thible sau Tible (n. 1765 la Lyon – d. ?) a fost o solistă de operă, cunoscută ca fiind prima femeie care a zburat cu un balon cu aer cald. Zborul a avut loc la 4 iunie 1784 și a durat 45 de minute, timp în care au fost parcurși 4 km. Balonul era de tip Montgolfier și se numea La Gustave, în memoria lui Gustav al III-lea al Suediei. În momentul când balonul decola, cântăreața interpreta o arie din La belle Arsène, de Monsigny, într-o postură teatrală.